# Carl von Mering

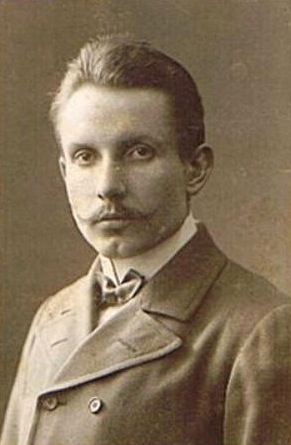
Bildhauer Carl von Mering, 1905

Carl Christian von Mering (* 15. Oktober 1874 in Koblenz; † 26. Januar 1944 in Rodenkirchen) war ein deutscher Bildhauer und Modelleur.

## Familie
Carl von Mering war ein Sohn des Stuckateurs Peter Mering (1843–1901), der sich von Koblenz über Bonn kommend 1876 im damals noch selbständigen Ehrenfeld ansiedelte. Dort (Keplerstraße / Gutenbergstraße) gründete er eine Werkstatt für Stuckelemente („Figurenfabrik“), in der er auch seinen Sohn Carl beschäftigte. Bereits in Koblenz hatte Peter Mering Philippine Allendorf geheiratet, mit der er insgesamt vier Söhne und eine Tochter hatte. Das seit der französischen Revolution nicht mehr geführte „von“ durfte die Familie ab 1894 wieder tragen. Carl von Mering ist weitläufig verwandt mit dem Kölner Historiker Friedrich Everhard von Mering und damit auch mit dessen Sohn, dem Medizinprofessor Josef von Mering (1849–1908) in Halle/Saale.

## Leben
1874 geboren, arbeitete Carl von Mering wohl zunächst in der väterlichen Werkstatt und erlernte dessen Handwerk. 1907 heiratete er Clara Johanna Eberhardt († 1961), mit der er zwei Kinder (Eberhard, Clara) hatte; die erste Wohnung lag in der Weinsbergstraße 124 unweit des Friedhofs Melaten. 1911 zog er von dem inzwischen nach Köln eingemeindeten Ehrenfeld in ein Haus mit Atelier im damals noch selbständigen Rodenkirchen, Bismarckstraße 3. Er nahm als Soldat am Ersten Weltkrieg teil und führte ein privates Kriegstagebuch. Er war mit seiner Familie Mitglied der Evangelischen Gemeinde Köln-Bayenthal.
Nach anfänglich guten Erfolgen im Beruf litt er seit der Weltwirtschaftskrise unter Auftragsmangel. Zum 1. Februar 1932 trat Mering der NSDAP bei (Mitgliedsnummer 887.463). Er betätigte sich aktiv in der Volkswohlfahrt und wurde Beigeordneter der Gemeinde Rondorf, zu der Rodenkirchen damals gehörte. Das sicherte der Familie ein bescheidenes Gehalt, ohne ihn selbst zufrieden zu stellen. Er versuchte, seinen Stil als Modelleur dem Geschmack der herrschenden Partei anzupassen. Aber das gelang ihm offenbar nur unvollständig.
Carl von Mering starb am 26. Januar 1944 in seinem Haus in Rodenkirchen. Sein Atelier und viele seiner Werke wurden im Bombenkrieg zerstört. Einige kleinere Stücke hütet das Stadtmuseum Köln, ein Teil der Vitrinenkunst befindet sich bei Enkeln und Urenkeln. Sein geringer Nachlass wird im Rheinischen Archiv für Künstlernachlässe bewahrt.

Monogramm des Bildhauers Carl von Mering, Köln

## Künstlerische Laufbahn
Es ist anzunehmen, dass Carl von Mering zunächst wie sein Vater das Stuckateurhandwerk erlernte. 1895/1896 besuchte er an der Kölner Handwerker- und Gewerbeschule die Modellierklasse von Wilhelm Albermann. Da seine finanziellen Verhältnisse ihm kein Studium erlaubten, arbeitete er 1899/1900 in einer Keramikfabrik in Düsseldorf und lernte „modellieren, was gebrannt wird.“ Nach dem Tod des Vaters trat er 1902 an der Kölner Handwerker- und Gewerbeschule in die Modellierklasse von Georg Grasegger ein. Ein von Grasegger ausgestelltes Zeugnis vom 5. September 1906 belegt, dass Carl von Mering seit 1903 in dessen Werkstatt als Gehilfe tätig war; Grasegger vermittelte ihm wohl auch erste eigene Aufträge. Neben der Bildhauerei malte und dichtete von Mering und verkehrte in Kölner Künstlerkreisen. Wie seine bekannteren Zeitgenossen Josef Moest, Willi Meller und den von außen nach Köln gekommenen Georg Grasegger und Wolfgang Wallner führte er zahlreiche öffentliche und private Aufträge insbesondere in der Bauplastik aus und lehrte zeitweise an der Kunstgewerbeschule. Die Zusammenarbeit mit bekannten Kölner Architekten wie Otto Müller-Jena, Friedrich Bolte, Carl Moritz und anderen ist belegt. Wie andere Kölner Bildhauer (Franz Albermann, Josef Pabst, Peter Berens, Eduard Schmitz) war von Mering auch für die „feinkeramische Abteilung“ der Frechener Kalscheuerwerke unter Toni Ooms tätig.

## Werk (unvollständig)

### Ortsfeste Arbeiten
- 1908: Meßdorf, Grabdenkmal für Heinrich Nadermann (1835–1907)
- 1908–1912: Elberfeld, Eiland 4, Bauplastik des Amtsgerichts (Portal)
- 1908–1910: Gladbeck, Portalschmuck am Amtshaus (heute Altes Rathaus; Architekt Otto Müller-Jena; Turmskulptur von Georg Grasegger)[3]
- 1909: Salzwedel, Büste und Sockel des Denkmals für den Komponisten Friedrich Gartz (1819–1896)
- 1911: Köln, Stadthaus an der Gürzenichstraße (Architekt: Friedrich Bolte), Fragment des Bauschmucks: Grüßender Affe, signiert (heute im Foyer des Dorint-Hotels, Pipinstraße 1 (Altstadt-Nord))[4]
- 1912/1913: Köln, Machabäerstraße 26 (Altstadt-Nord), Fassadenplastik am Evangelischen Gemeindehaus (Architekt: Arthur Eberhard; seit 1951 Kreuzkirche genannt, seit 2010 Jugendherberge Pathpoint Cologne)
- 1913: Köln-Innenstadt, Burgmauer 1, Halbrelief mit Madonnendarstellung (Zuschreibung)[5]
- vor 1914: Köln, Stolzestraße 5–7 (Neustadt-Süd), Portal und Relief „Zug der Mädchen“, signiert[6]
- 1923: Köln-Bayenthal, Ehrenmal für die Gefallenen des Weltkriegs in der Reformationskirche (nach Entwurf von Architekt Friedrich Bolte)[7]
- 1923: Köln, Hülchrather Straße 12 (Neustadt-Nord), Türgewände mit Reliefskulptur[8]
- 1924: Köln-Deutz, keramisches Relief an den Messehallen, mit Johann Baptist Schreiner[9]
- um 1925: keramisches Relief „Flucht nach Ägypten“[10]
- um 1925: keramisches Relief „Anbetung der Hirten“[11]
- 1925: neue Figuren am Kölner Ratsturm[12]
- um 1925: Dortmund, Keramik-Säulen für den Hauptfriedhof[13]
- um 1925: Köln-Raderthal, Skulpturenschmuck (Putten) am Brunnentempel im Fritz-Encke-Volkspark
- um 1926: Frechen, keramisches Relief als Türgewände und Plastik eines Delphinreiters[14]
- nach 1927: Köln-Poll, Efeuplatz, Poller Milchmädchen (aus Muschelkalk; mit Johann Baptist Schreiner, auf Grundlage eines Wettbewerbs der GAG)[15][16]
- 1930: Frechen, Evangelischer Friedhof, Kriegerdenkmal (Sitzender Adler in Muschelkalk)[17]
- 1934?: Kierdorf, Denkmal mit Inschrift „Treue um Treue“ (SA-Mann und SS-Mann/Soldat(?), überlebensgroß) (ehemals neben der Pfarrkirche St. Martinus, nicht erhalten)
- 1941?: Köln-Rodenkirchen, Neuer Friedhof, Hochkreuz mit Christus, Maria und Johannes (wiederaufgestellt 1953)[18]
- Düren, Friedhof, Grabmal der Familie Heinrich Schoeller (Ruhender)
- o. J.: Köln, Melaten-Friedhof, Skulptur einer Trauernden auf dem Grab von Martha Rose

### Kleinplastik
- 1916: Keramikmedaillon „Der Rattenfänger von Hameln“, sign.C.v.Mering 1916
- 1916(?): Keramikmedaillon „Das tapfere Schneiderlein“, sign. K.v.Mering Köln
- 1924(?): Keramikskulptur Hans Muff, sign. CvM[19]
- um 1925: Weib mit Delphin, Keramikskulptur[20]
- 1928: Neujahrsplakette Lauchhammerwerke, Eisenkunstguss, sign. K. v. Mering, Köln Rh
- 1931: Pieta (nur Abbildung überliefert)
- Keramikskulptur „Bockig“
- Keramikskulptur „Der alte Herr“ (sitzender Affe)
- Keramikskulptur „Dornen“ (hockender Affe)
- Keramikskulptur Sitzender Affe mit gekreuzten Beinen („Schimpanse“)
- Keramikskulptur Putto mit Füllhorn
- Portraitmedaillon Klara (Gips?), sign. CvM
- Frauenbüste, Keramik, sign CvM (im Kölnischen Stadtmuseum)
- Reliefportrait „Oskar Jäger“ (im Kölnischen Stadtmuseum)
- Keramikskulptur „Putto mit Schnecke“ (im Kölnischen Stadtmuseum)
- Skulptur „Schwefelbande“, sign. CvM
- Weiblicher Akt (Kleinplastik, Bronze), als Leihgabe seit 1995 im Kölnischen Stadtmuseum[21]
- Heiliger Georg im Kampf mit dem Drachen (Kleinplastik, Bronze), als Leihgabe seit 1996 im Kölnischen Stadtmuseum[22]

## Galerie

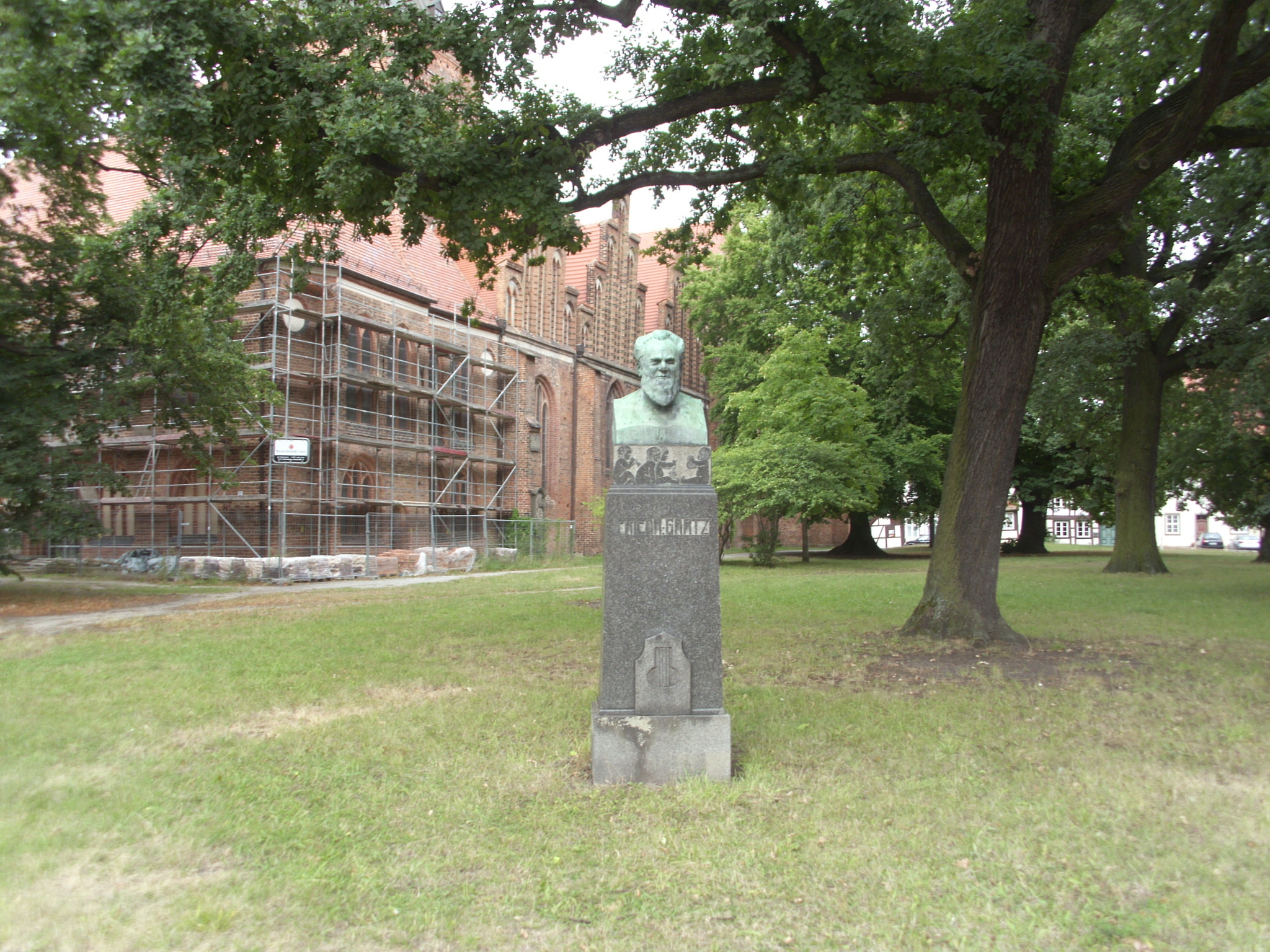
Denkmal für Friedrich Gartz, Salzwedel, 1909
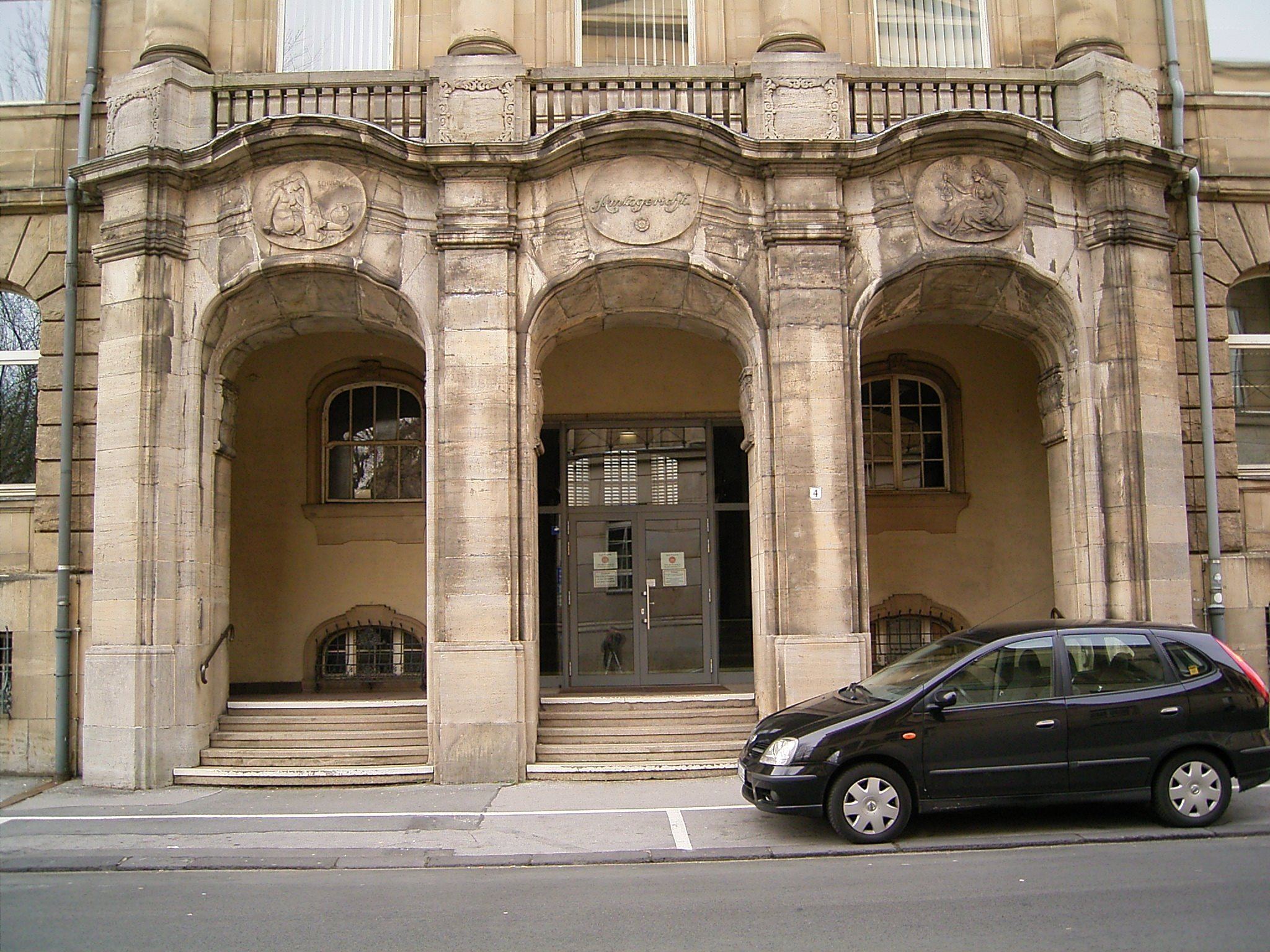
Portal des Amtsgerichts in Wuppertal, vor 1912
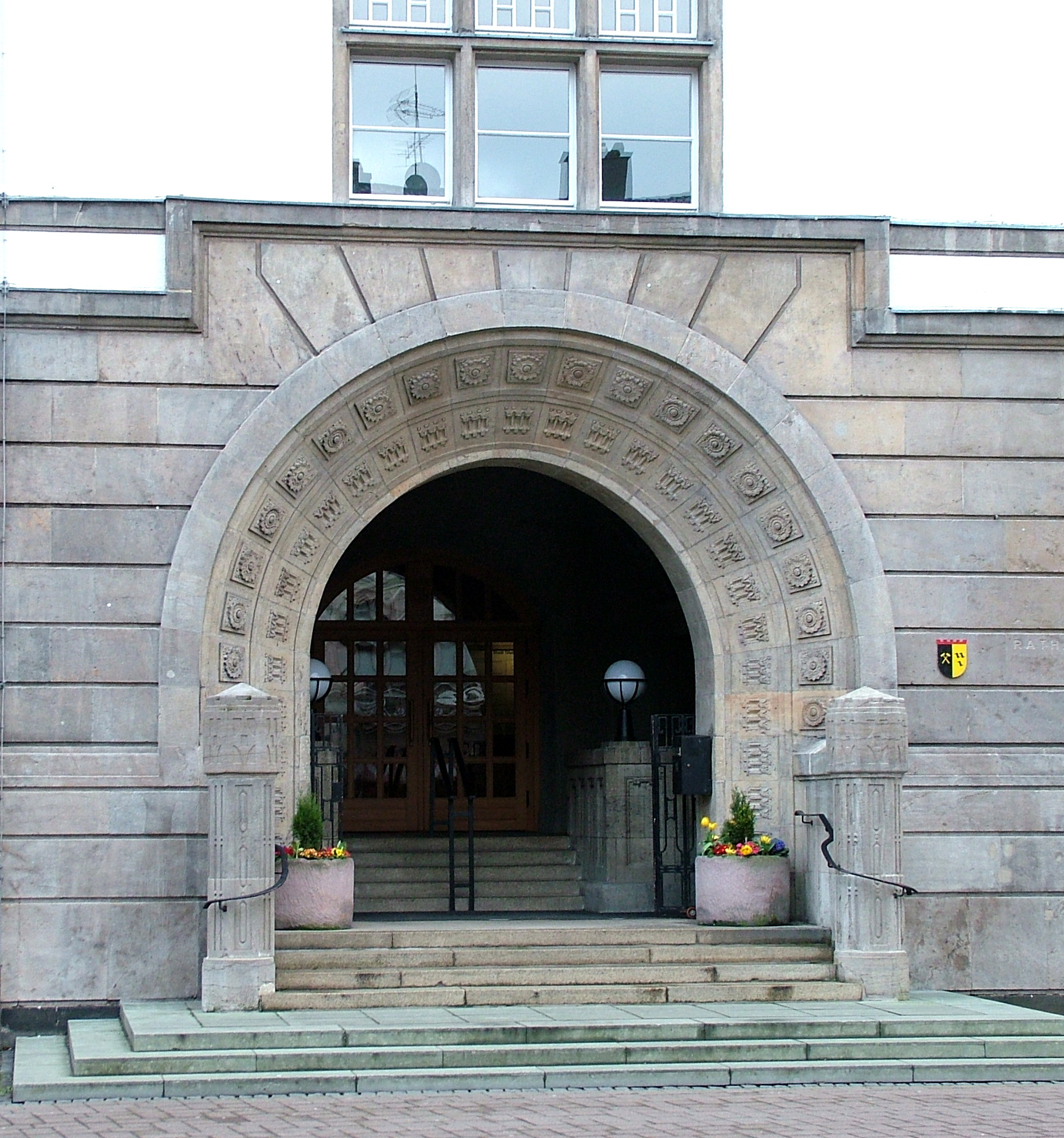
Portal am Rathaus in Gladbeck, um 1910
Grüßender Affe (Köln, ehem. Stadthaus)
Portal und Relief Stolzestr. 5–7
Torbogen Stolzestr.
Torbogen-Detail links
Torbogen-Detail rechts
Stolzestraße, Relief
Relief, linker Teil
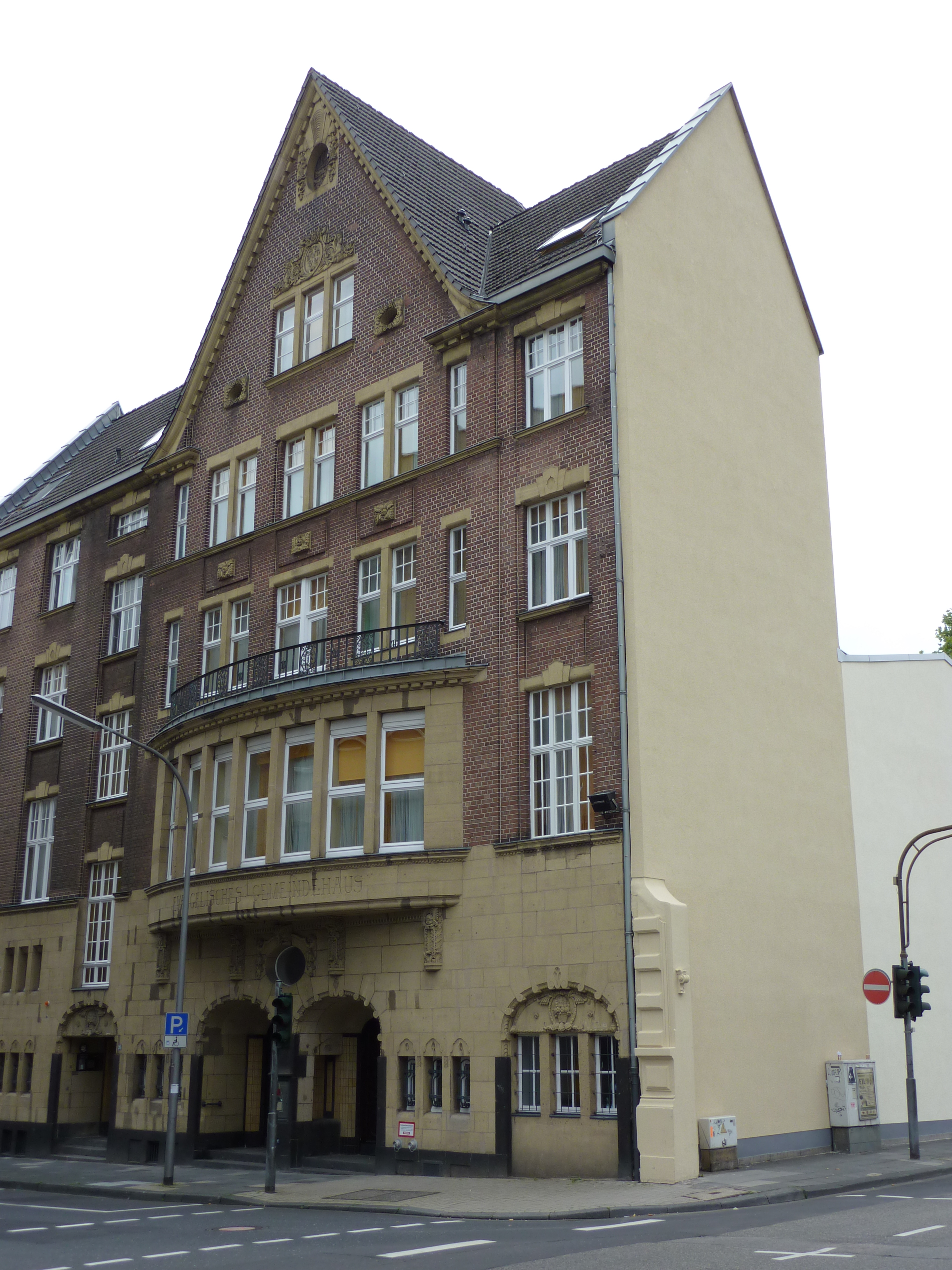
Köln, Machabäerstr. 26, Ev. Gemeindehaus, 1912/13
Portal Köln, Hülchrather Str. 12
Hülchrather Str. 12, linke Seite: männliche Figur
Hülchrather Str. 12, rechte Seite: weibliche Figur
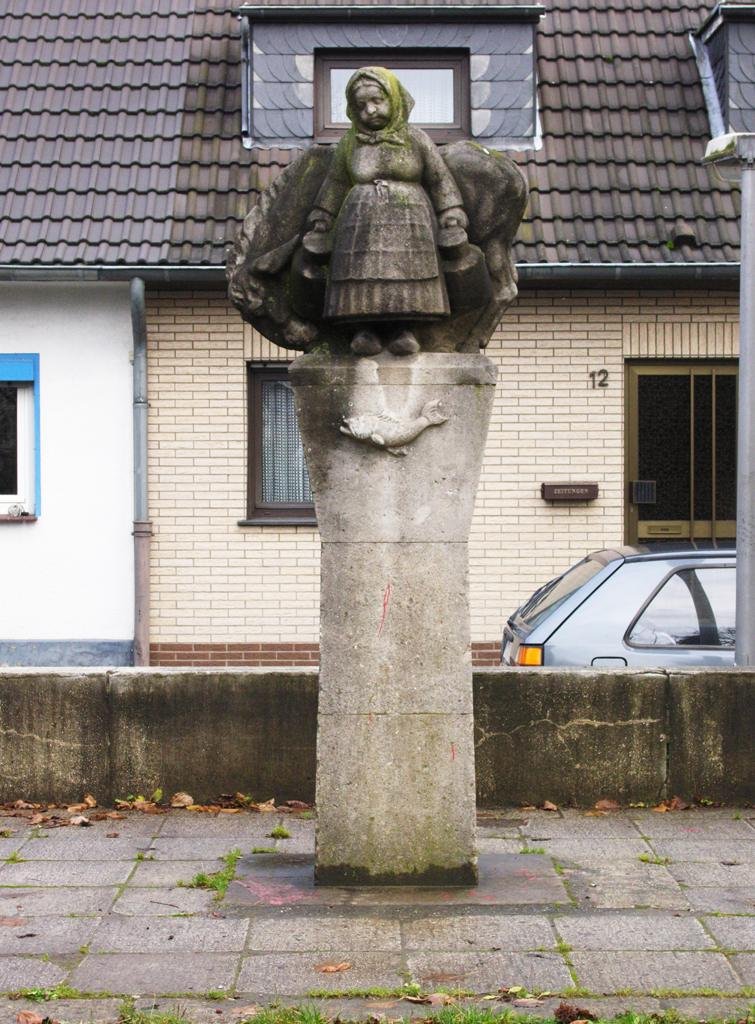
Milchmädchen-Denkmal in Köln-Poll, 1927/28
Denkmal mit Inschrift "Treue um Treue" (1934?)
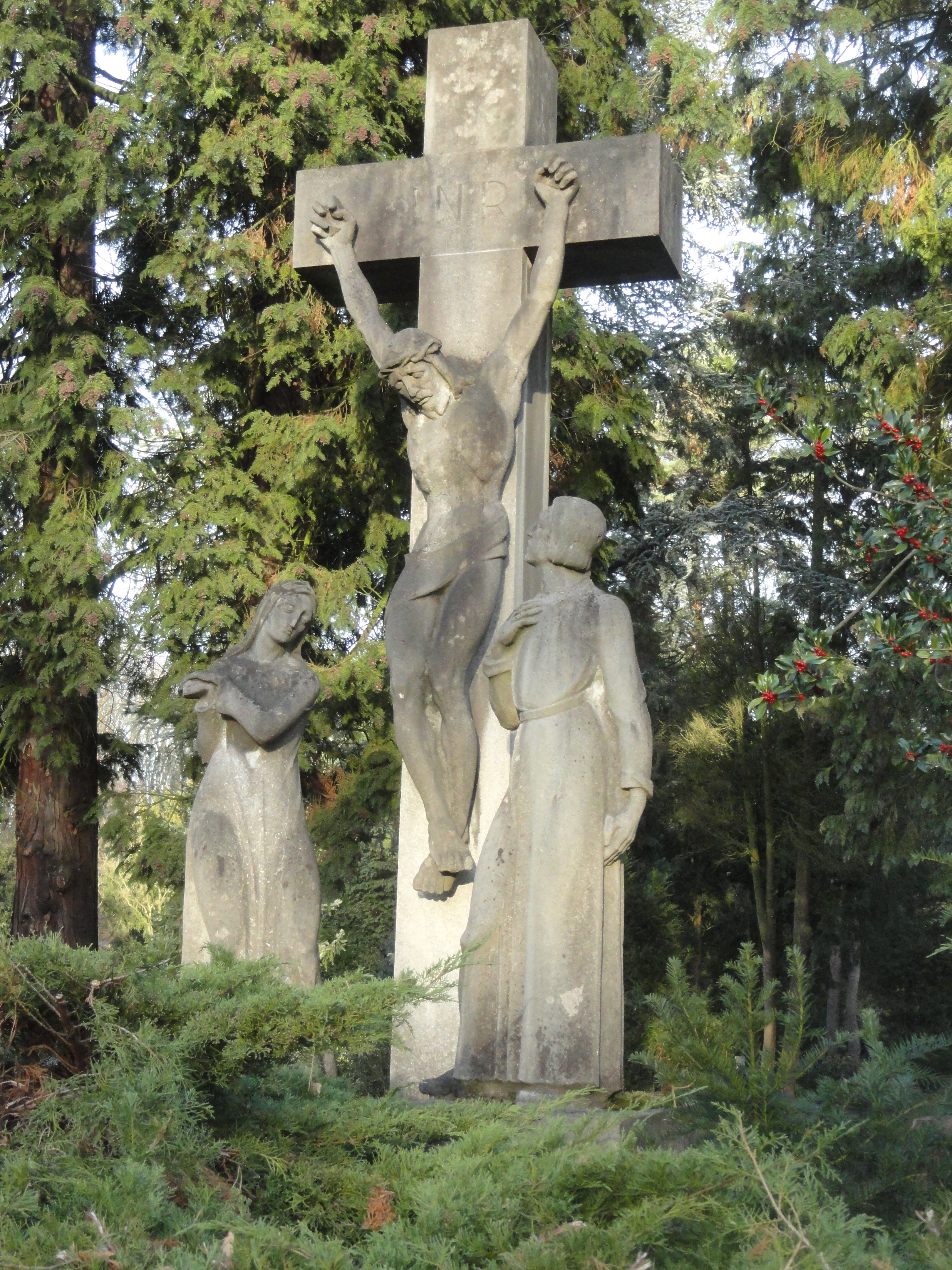
Hochkreuz auf dem Neuen Friedhof, Köln-Rodenkirchen, um 1941
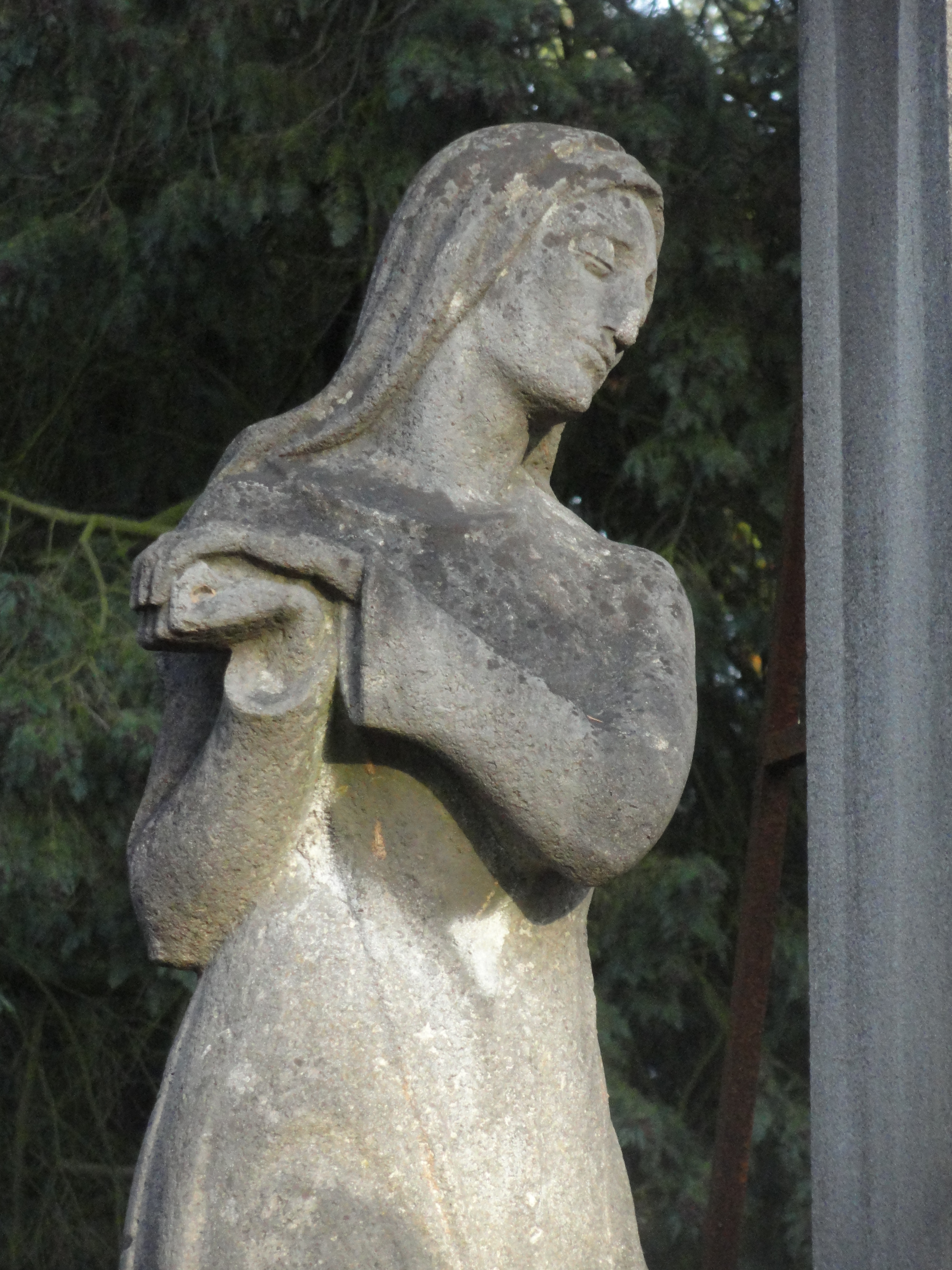
Hochkreuz Rodenkirchen, Hl. Maria

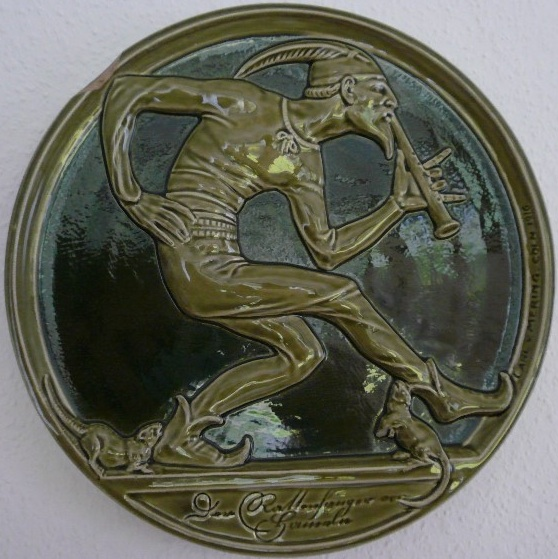

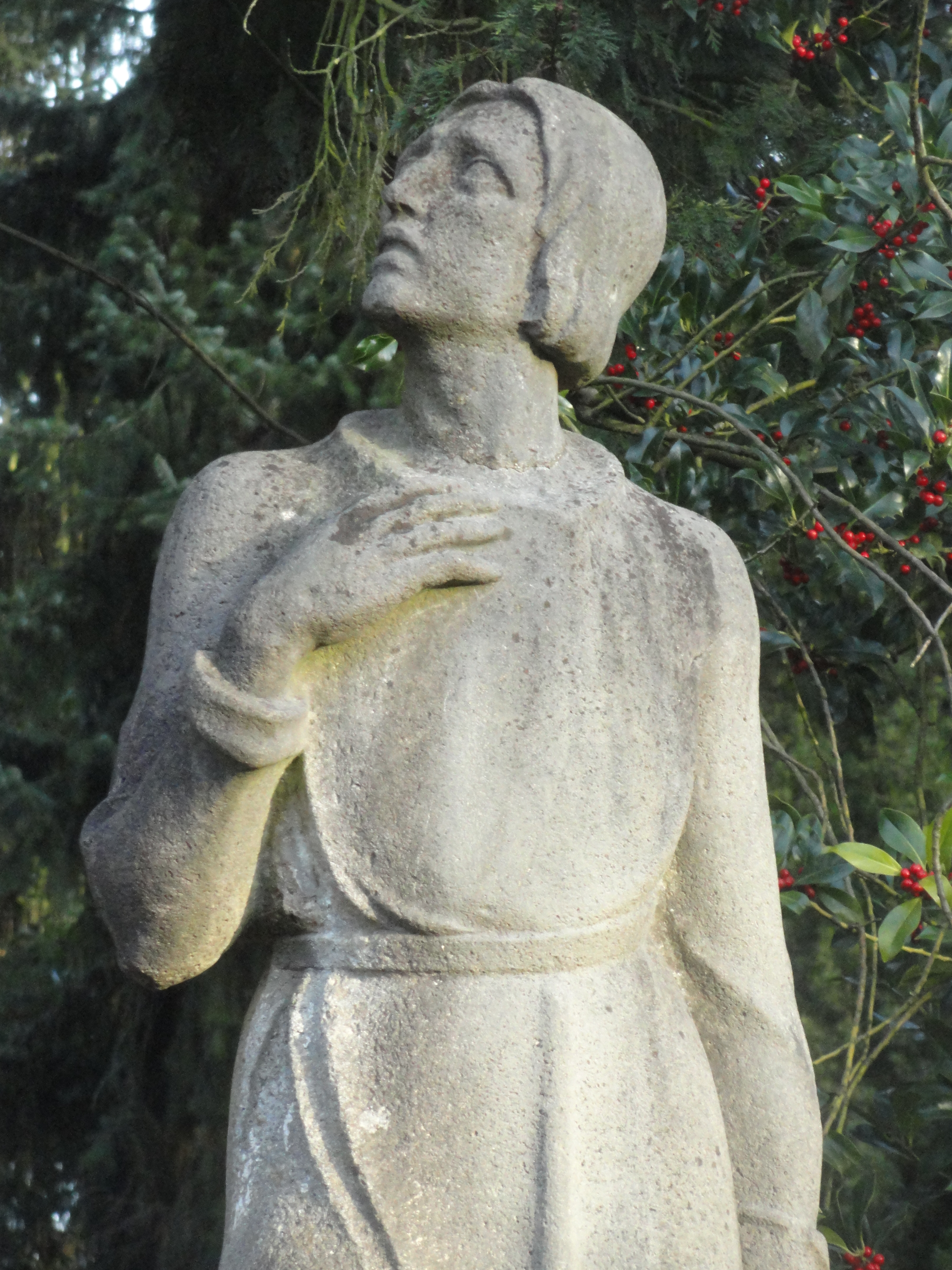
Hochkreuz Rodenkirchen, Hl. Johannes